# Rudolf Kaleński

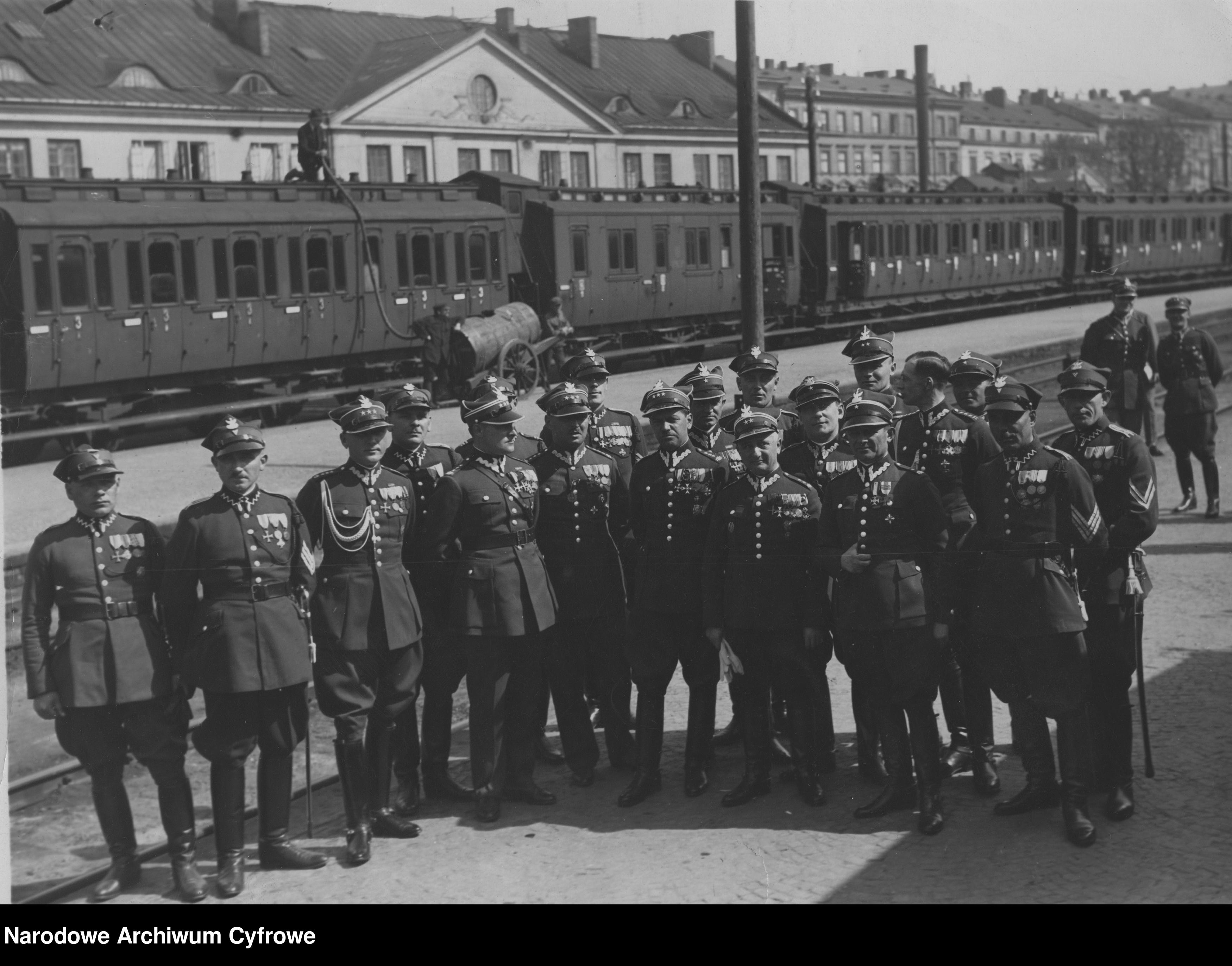
Delegacja Wojska Polskiego wyjeżdżająca na święta pułków piechoty w Rumunii, na Dworcu Głównym w Warszawie. Pułkownik Kaleński stoi w pierwszym szeregu, piąty od lewej.

Rudolf Kaleński (ur. 17 stycznia 1886 w Mariborze, zm. ?) – pułkownik piechoty Wojska Polskiego.

## Życiorys
Urodził się w Mariborze (niem. Marburg an der Drau), w rodzinie Jana i matki z domu Perchalowna . W 1905 rozpoczął zawodową służbę w cesarskiej i królewskiej Armii. Do 1918 jego oddziałem macierzystym był Galicyjski Pułk Piechoty Nr 89 w Jarosławiu. W czasie służby w c. i k. Armii awansował na kolejne stopnie w korpusie oficerów piechoty: kadeta-zastępcy oficera (starszeństwo z 1 września 1905), podporucznika (1 maja 1908), porucznika (1 maja 1913) i kapitana (1 września 1915).
27 marca 1919 został przydzielony ze stanowiska dowódcy Baonu Ziemi Gródeckiej i Stacji Etapowej w Gródku Jagiellońskim do 18 Pułku Piechoty. W tym pułku służył do 1922. 15 lipca 1920 został zatwierdzony z dniem 1 kwietnia 1920 w stopniu majora, w piechocie, w grupie oficerów byłej armii austro-węgierskiej. W latach 1920–1921 był przydzielony z 18 pp na stanowisko dowódcy Obozu Internowanych Nr 10 w Kaliszu. 3 maja 1922 został zweryfikowany w stopniu majora ze starszeństwem z 1 czerwca 1919 i 86. lokatą w korpusie oficerów piechoty. W tym samym roku został przeniesiony do 60 Pułku Piechoty w Ostrowie Wielkopolskim i 10 lipca zatwierdzony na stanowisku dowódcy batalionu sztabowego. W 1924, w związku z likwidacją baonu sztabowego, został wyznaczony na stanowisko kwatermistrza. 1 grudnia 1924 został mianowany podpułkownikiem ze starszeństwem z 15 sierpnia 1924 i 23. lokatą w korpusie oficerów piechoty. Następnie został przesunięty na stanowisko dowódcy I baonu. W maju 1927 został przeniesiony do 29 Pułku Piechoty w Kaliszu na stanowisko zastępcy dowódcy pułku. W lutym 1929 został przeniesiony do 17 Pułku Piechoty w Rzeszowie na stanowisko dowódcy pułku. 10 listopada 1930 został mianowany pułkownikiem ze starszeństwem z 1 stycznia 1931 i 4. lokatą w korpusie piechoty. W maju 1931 przebywał w Rumunii, jako członek oficjalnej delegacji Wojska Polskiego. Przewodniczący delegacji płk Edward Dojan-Surówka („legionista”) w sprawozdaniu złożonym 20 maja 1931 ówczesnemu szefowi Sztabu Głównego gen. dyw. Tadeuszowi Piskorowi (również „legioniście”) nie omieszkał zaznaczyć, że „niezbyt sympatyczne wrażenie na oficerów rumuńskich wywarł fakt, że płk Kaleński, dowódca 17 p.p., spotkał w osobie dowódcy 17 p.p. rumuńskiej swego kolegę z wojska austriackiego i że zbyt skwapliwie, jak na oficera armii polskiej, wracał do wspomnień ze służby austriackiej”. Z dniem 31 sierpnia 1933 został przeniesiony w stan spoczynku.
26 września 1939 w Lublinie, jako oficer Dowództwa Okręgu Korpusu Nr IV dostał się do niemieckiej niewoli . Początkowo przebywał Oflagu II B Arnswalde, w którym pełnił funkcję starszego obozu. 23 lutego 1941 został przeniesiony do Oflagu II E Neubrandenburg, 19 grudnia tego roku do Oflagu II A Prenzlau, a później do Oflagu VII A Murnau . 

## Ordery i odznaczenia
- Krzyż Walecznych (trzykrotnie)[26]
- Złoty Krzyż Zasługi (10 listopada 1928)[27][26]
- Krzyż Komandorski Orderu Gwiazdy Rumunii (Rumunia, 9 maja 1931[28], zezwolenie na przyjęcie i noszenie otrzymał 19 maja 1932)[29]
- Brązowy Medal Zasługi Wojskowej z mieczami na wstążce Krzyża Zasługi Wojskowej (Austro-Węgry)[1]
- Krzyż Wojskowy Karola (Austro-Węgry)[1]
- Krzyż Jubileuszowy Wojskowy (Austro-Węgry)[30]
- Krzyż Pamiątkowy Mobilizacji 1912–1913 (Austro-Węgry)[4]